# 가산초등학교 품걸분교
가산초등학교 품걸분교는 대한민국 강원도 춘천시 동면 야시대로 1502 (품걸리)에 있었던 공립 초등학교이다.

## 연혁
- 1947년 11월 4일 품악국민학교 품걸분교장 인가
- 1951년 12월 20일 수복 개교
- 1972년 2월 21일 신축 교사로 이전
- 1978년 4월 9일 명성국민학교 품걸분교로 편입
- 1979년 3월 1일 가산국민학교로 편입
- 1996년 3월 1일 가산초등학교 품걸분교장으로 교명 변경
- 2005년 3월 1일 폐교